# マーベル おしえて!スパイダーマン
『マーベル おしえて!スパイダーマン』（Marvel Super Hero Adventures）とは、アメリカ合衆国のディズニー・マーベルアニメ。

## 概要
アメリカでは2017年10月13日よりディズニーチャンネルで第1シリーズを放送し、2018年10月22日より第2シリーズを放送、4月1日からはディズニージュニアとDisney NOWで第3シリーズがはじまり、現在はシーズン4が放送されている。
日本では2018年5月7日からディズニーXDで放送された後、2021年2月1日にはディズニーチャンネルで放送された。過去にはDlifeも放送された。ディズニーデラックス→Disney+でも配信されている。
本作は教訓や、ヒーローの裏側が題材となっており、たとえば第1話「ニューヨークのゴミ問題」では、スパイダーマンとアイアンマンがウルトロンのばら撒いたごみを利用して彼の動きを止め、ごみ回収ロボットとして改造するという流れとなっている。
シーズン4は現在もテレビ放送やネット配信で公開される気配がないが、アメリカでは既に配信されており、すでに日本語版音声があるほか（ハルクは交代済）、日本以外の国では配信されている。

## 登場人物
一部のヒーローの声優はアルティメット・スパイダーマン、アベンジャーズ・アッセンブルと同じ。
スパイダーマン / ピーター・パーカー
声 - コール・ハワード、吹 - 川田紳司
アイアンマン / トニー・スターク
声 - ブライアン・ドラモンド、吹 - 川原慶久
マイティ・ソー
声 - デビッド・アタール、吹 - 藤真秀
ハルク / ブルース・バナー
声 - ジェームズ・ブライト、吹 - 櫛田泰道
アントマン
声：エイドリアン・ペトリウ、吹 - 阪口周平
ワスプ
声：？、吹 - 竹内恵美子
キャプテン・アメリカ
声：マイケル・デインジャーフィールド、吹 - 丸山壮史
スパイダーマン / マイルス・モラレス
声：ザック・シーワート、吹 - 朝比奈拓見
スパイダーウーマン / グウェン・ステイシー
声：エミリー・テナント、吹 - 優希知冴
カマラ・カーン
声：アリザ・ヴェラーニ、吹 - 御沓優子
キャプテン・マーベル
声：ジャクリーン・サムダ、吹 - 藤田陽子
ブラック・パンサー
声：オマリ・ニュートン、吹 - 辻井健吾
スパイダーガール
声：ジジ・サウル・ゲレーロ、吹 - 平井祥恵
ドクター・ストレンジ
声：トーレン・アトキンソン、吹 - 木下浩之
シー・ハルク
声：エリシア・ロタル、吹 - 阿川りょう
ロキ
声：マット・カウルリック、吹 - 三戸耕三
ドクター・オクトパス
声：リュック・ロデリック、吹 - 不明
エレクトロ
声：イアン・ジェームズ・コレット、吹 - 志村和幸
グリーン・ゴブリン
声：サム・ビンセント、吹 - 堀総士郎
ホブゴブリン
声：アンドリュー・フランシス、吹 - 不明
モーガン・ル・フェイ
声：ニコール・オリバー、吹 - 小林優子
ブラックジャック・オヘア
声：？、吹 - 笠原雄介
- その他の吹き替え声優 - 陣谷遥

## 各話リスト
日本語版では現在、第30話まで放送されている。第31話の放送は未定。

### シーズン1
| No. | 邦題                   | 原題                      |
| --- | ---------------------- | ------------------------- |
| 1   | ニューヨークのゴミ問題 | One Big Mess              |
| 2   | 魔法の杖               | Uh Oh, It's Magic!        |
| 3   | ドローン・キャット     | That Drone Cat            |
| 4   | ロックンロール         | Rock and Roll             |
| 5   | 電気の力               | Electric Youth            |
| 6   | オモチャ泥棒を追え     | The Toys Are Back In Town |
| 7   | 宇宙へ飛び出せ         | Way Outer Space           |
| 8   | 家族がいる日常         | Family Friendly           |
| 9   | 分かりやすい説明       | Stomp and Listen          |
| 10  | 3つの言葉              | I'm Positive!             |

### シーズン2
| No. | 邦題                               | 原題                                     |
| --- | ---------------------------------- | ---------------------------------------- |
| 11  | 気まぐれな子ネコ                   | Evil Mittens                             |
| 12  | ドクター・オクトパスのコレクション | Doctor Octopus’s Garden                  |
| 13  | 欲ばりはケガのもと                 | Mine!                                    |
| 14  | ユーモアを忘れずに                 | Now That’s Funny!                        |
| 15  | 人の話はよく聞こう                 | LISTEN                                   |
| 16  | チャレンジを恐れずに               | Sticky Mittens                           |
| 17  | イライラに負けるな                 | Cloudy With A Chance of Smiles           |
| 18  | チョコとバニラの仲直り             | That’s Why They Make Chocolate & Vanilla |
| 19  | 恐怖のエイリアン                   | It's An Alien!                           |
| 20  | 一緒ならパワーも                   | You Go High, I’ll Go Low                 |

### シーズン3
| No. | 邦題                           | 原題                               |
| --- | ------------------------------ | ---------------------------------- |
| 21  | ごめんなさいが言えなくて       | Sorry Seems To Be The Hardest Word |
| 22  | 怒らないほうがうまくいく       | The Claws of Life                  |
| 23  | 見方を変えてみよう             | Not So Dry Cleaners                |
| 24  | 周りへの気配り                 | From Hulk to Eternity              |
| 25  | ポイ捨てはやめよう             | Sticky Rain                        |
| 26  | やってみなきゃわからない       | Try It, You’ll Like It             |
| 27  | 曲がっても折れるな             | Bend, Don’t Break                  |
| 28  | 特技はひとつだけじゃない       | That’s What Friends Are For        |
| 29  | キャプテン・アメリカの誕生日会 | Happy Birthday                     |
| 30  | 夜の博物館                     | Things That Go HaHa! In the Night  |

### シーズン4
日本未放送。
| No. | 邦題 | 原題                      |
| --- | ---- | ------------------------- |
| 31  | TBA  | Charge Ahead              |
| 32  | TBA  | Aww... Do I Have To?      |
| 33  | TBA  | It's On Me                |
| 34  | TBA  | Promises Promises         |
| 35  | TBA  | Outside the Box           |
| 36  | TBA  | It's Clobberin' Time      |
| 37  | TBA  | It's Too Darn Hot         |
| 38  | TBA  | One For All and All 4 One |
| 39  | TBA  | Building Bridges          |
| 40  | TBA  | Obstacle, Of Course       |

### スペシャル
| No. | サブタイトル                 |
| --- | ---------------------------- |
| 1   | Be Like Spidey!              |
| 2   | Meet Captain Marvel!         |
| 3   | Meet Thor!                   |
| 4   | Spidey Remix with Miles!     |
| 5   | Spidey Spyin' with Thor!     |
| 6   | Spidey Spyin' with Electro!  |
| 7   | Meet Ms. Marvel!             |
| 8   | Spidey Spyin' with Miles!    |
| 9   | Spidey Remix: Villain Fails! |
| 10  | Meet Black Panther!          |

## スタッフ
- 脚本：ユージーン・サン（シーズン1）、デビッド・キッド（シーズン2 - ）、ロン・バーチ（シーズン2 - ）
- ディレクター：スヴェンド・グレゴリ
- エグゼクティブ・プロデューサー：アラン・ファイン、ダン・バックリー、ジョー・カザーダ、コート・レイン
- 製作：マーベル・アニメーション、アトミック・カートゥーン

## 日本語版スタッフ
- 翻訳：亀井玲子
- 演出：津司大三
- 録音制作：HALF H・P STUDIO